# Teotl Studios
Teotl Studios es un estudio independiente de desarrollo de videojuegos ubicado en el centro de Suecia. Se centra en el desarrollo de los videojuegos editoriales.
El estudio fue establecido en octubre de 2010 por su lanzamiento del videojuego The Ball y en agosto de 2012 salió su segundo videojuego, Unmechanical, (desarrollado conjuntamente con Talawa Games, en agosto de 2010). Actualmente se está trabajando en el videojuego The Solus Project con el motor Unreal Engine 4, junto con sus asignaciones de otras compañías.